# Matija Ahacel
Matija Ahacel, kulturni in narodno gospodarstveni delavec na Koroškem, * 24. februar 1779, Gorinčiče (Gorintschach), † 23. september 1845, Celovec.
Ahacel je leta 1801 po končanem liceju v Celovcu postal na njem nadomestni učitelj (suplent) matematike, pozneje pa je vodil stolico za kmetijstvo in od 1825 učil naravoslovje. Od leta 1811 je bil član, ter od 1820 do smrti tudi tajnik  koroške Kmetijske družbe. Po uvedbi slovenščine leta 1821 v celovškem bogoslovju je za bogoslovce nakupil slovenske knjige, na Slomškovo pobudo pa izdal prvo slovensko posvetno pesmarico z notami Pesme po Koroškim ino Štajarskim znane  (Celovec 1833). V njej je zbral pesmi M. Andreaša, U. Jarnika, A. M. Slomška, L. Volkmerja in drugih. Kritika (M. Čop, F. Prešeren, S. Vraz) jih je odklonila, ker niso bile »prave ljudske«. Ahacel je verjetno želel s to zbirko odvrniti bralce od erotične ljudske in umetne poezije. Vendar pa so nekatere, npr. Slomškova En hribček bom kupil zaradi preproste prisrčnosti in lepe spevnosti še vedno priljubljene.